# JUNKEI-GLOVE
株式会社JUNKEI-GLOVE（ジュンケイ-グラブ、旧 吉田順計商店(ヨシダジュンケイショウテン)）は、奈良県磯城郡三宅町上但馬123に本社を置く、野球グラブのメーカーである。

## 概要
主に大手スポーツメーカーのOEM商品のグラブを供給していたが、2004年に独自ブランドの展開を開始。
通常のグラブと、アラミド糸という丈夫な糸を使ったモデルを展開している。OEM供給のほか、
主にオーダーグラブを製造しているが、既成モデルもある。
現在国内58か所(2016年1月現在)の販売店で販売されている。
アラミド糸を使用した野球グラブの特許を取得している。

## 沿革
- 1946年（昭和21年）：初代吉田順計が吉田順計商店として開業。 事業内容は野球グラブ・ミットの製造、開発。 1946年創業当時は戦後日本プロ野球ペナントレースが再開された年でもある。
- 1990年：吉田誠克が二代目となる。
- 2000年：新工場完成（本社所在地に同じ）
- 2004年：オリジナルブランドJUNKEI-GLOVE設立。
- 2008年：株式会社化し、株式会社JUNKEI-GLOVEとなる。
- 2016年：吉田貴夫が三代目となる。

## その他の商品展開
奈良県磯城郡三宅町のふるさと納税の記念品に、グラブ革を使った製品を出している。
- 名刺ケース
- ペンケース
- ミニトート
- トートバッグ
- 硬式グラブ内野手用